# جاك ميلز
جاك ميلز (بالإنجليزية: Jack Mills)‏ (26 مارس 1992 بريدنغ في المملكة المتحدة - ) هو لاعب كرة قدم بريطاني في مركز الدفاع. شارك مع منتخب إنجلترا تحت 19 سنة لكرة القدم. أما مع النوادي، فقد لعب مع نادي ريدنغ ونادي تلستار ‏ وهايز وييدينغ يونايتد ‏ وStaines Town F.C. ‏ وأكسفورد سيتي ونادي ويلدستون لكرة القدم.

## وصلات خارجية
- جاك ميلز على موقع قاعدة بيانات كرة القدم.إي يو (الإنجليزية)
- جاك ميلز على موقع Soccerbase.com (لاعب) (الإنجليزية)
- جاك ميلز على موقع Soccerway.com (الإنجليزية)